# Gare de Saint-Germain-des-Fossés
Gare de Saint-Germain-des-Fossés – stacja kolejowa w Saint-Germain-des-Fossés, w departamencie Allier, w regionie Owernia-Rodan-Alpy, we Francji. Jest zarządzany przez SNCF (budynek dworca) i przez RFF (infrastruktura).
Została otwarta w 1864 przez Compagnie du chemin de fer Grand-Central de France. Stacja jest obsługiwana przez pociągi Intercités i TER Auvergne.

## Położenie
Znajduje się na linii Moret – Lyon, w km 354,443, pomiędzy stacjami Varennes-sur-Allier i Roanne, na wysokości 256 m n.p.m.

## Linie kolejowe
- Moret – Lyon
- Saint-Germain-des-Fossés – Nîmes
- Saint-Germain-des-Fossés – Darsac